# Mitchel Bakker
Mitchel Bakker (Purmerend, Països Baixos, 20 de juny de 2000) és un futbolista neerlandès. Juga de defensa i el seu equip actual és el Bayer Leverkusen de la Bundesliga d'Alemanya.

## Trajectòria
Va començar a formar-se com a futbolista des de molt petit en la disciplina de l'AFC Ajax. Va estar ascendint de categories fins que el 2017 finalment va pujar al segon equip, el Jong Ajax. Va jugar a l'Eerste Divisie durant una temporada, on va arribar a jugar 15 partits. La temporada 2018-19 va pujar al primer equip, i hi va fer el seu debut el 26 de setembre de 2018 en un partit de la Copa dels Països Baixos contra el HVV Et Werve, disputant els 90 minuts de partit.
El 7 de juliol de 2019 es va confirmar el seu traspàs al París Saint-Germain fins al juny de 2023.

## Palmarès
Jong Ajax
- 1 Eerste Divisie: 2017-18

AFC Ajax
- 1 Copa neerlandesa: 2018-19

Paris Saint-Germain FC
- 1 Ligue 1: 2019-20
- 2 Copes franceses: 2019-20, 2020-21
- 1 Copa de la lliga francesa: 2019-20
- 1 Supercopa francesa: 2020

Atalanta BC
- 1 Lliga Europa de la UEFA: 2023-24